# Stanisław Tadeusz Sroka
Stanisław Tadeusz Sroka (ur. 1949) – polski historyk. Zajmuje się przede wszystkim biografistyką, historią nauki i historią Polski XIX wieku.

## Życiorys
Stopień naukowy doktora uzyskał w 1984 na podstawie rozprawy Człowiek i kultura w filozofii życia Georga Simmla. W 2000 habilitował się na podstawie dorobku naukowego oraz pracy Nauki weterynaryjne we Lwowie do roku 1945. Zastępca redaktora naczelnego Polskiego Słownika Biograficznego.
W 2012 został członkiem prezydium Komitetu Nauk Historycznych PAN. Był prorektorem Akademii Ignatianum w Krakowie.